# 요하네스 플룸
요하네스 플룸(독일어: Johannes Flum, 1987년 12월 14일 ~ )는 독일의 전 축구 선수로 현역 시절 포지션은 미드필더였다.

## 선수 경력
2011년 1월 22일 플룸은 SC 프라이부르크의 분데스리가 500호골을 넣었다.